# Постанова Верховної Ради України
Постанова Верховної Ради України — нормативно-правовий акт, що приймається Верховною Радою України.

## Місце в системі законодавства
Згідно зі статтею 91 Конституції України, Верховна Рада України приймає закони, постанови та інші акти більшістю від її конституційного складу, крім випадків, передбачених Конституцією.
Іншими актами парламенту, крім постанов, є закони, резолюції, декларації, звернення, заяви.
Постанови Верховної Ради приймаються з конкретних питань з метою здійснення її установчої, організаційної, контрольної та інших функцій. Вони набирають чинності з дня їх прийняття, якщо інше не передбачено самою постановою.

## Прийняття та оприлюднення
Постанови приймаються з дотриманням процедури, передбаченої для розгляду законопроєктів у першому читанні з прийняттям їх у цілому, якщо Верховною Радою не прийнято іншого рішення.
Постанови, прийняті Верховною Радою, підписує та оприлюднює Голова Верховної Ради України.
Постанови, прийняті Верховною Радою, які містять положення нормативного характеру, набирають чинності з дня їх офіційного оприлюднення, якщо ними не передбачено інше.
Підписані Головою Верховної Ради України постанови не пізніше наступного дня після їх підписання передаються Апаратом Верховної Ради для опублікування в газеті «Голос України» та у Відомостях Верховної Ради України.
Підписані Головою Верховної Ради України постанови є оригіналами і зберігаються в Апараті Верховної Ради в установленому порядку. Всі інші примірники постанов є копіями.

## Питання, що вирішуються постановами Верховної Ради України
- обрання Лічильної комісії Верховної Ради нового скликання;
- Положення про Апарат Верховної Ради[4]; призначення на посаду чи звільнення з посади його керівника;
- зміна строків завершення чергової сесії;
- перелік комітетів Верховної Ради;
- календарний план роботи сесії Верховної Ради;
- порядок денний сесії; включення, виключення чи перенесення розгляду питань затвердженого в цілому порядку денного сесії;
- прийняття законопроєкту за основу;
- направлення законопроєкту на повторне перше; друге; повторне друге; третє читання;
- перенесення голосування щодо законопроєкту;
- схвалення тексту законопроєкту в цілому і винесення його на всеукраїнський референдум;
- відхилення законопроєкту;
- скасування рішення Верховної Ради про прийняття закону, постанови чи іншого акта Верховної Ради в цілому (до підписання їх Головою Верховної Ради України);
- обрання Голови Верховної Ради України;
- відкликання Голови Верховної Ради України з посади;
- обрання Першого заступника і заступника Голови Верховної Ради України;
- персональний склад усіх комітетів Верховної Ради України;
- відкликання голови комітету чи відповідно першого заступника, заступника голови, секретаря комітету Верховної Ради України;
- утворення тимчасової спеціальної комісії;
- утворення спеціальної тимчасової слідчої комісії;
- строки подання на повторне перше читання законопроєкту, щодо якого прийнято рішення про всенародне обговорення;
- призначення виборів відповідно до закону;
- ратифікація міжнародних угод відповідного рівня;
- звернення Верховної Ради до Конституційного Суду України про надання висновку Конституційним Судом України щодо відповідності законопроєкту про внесення змін до Конституції України вимогам статей 157 і 158 Конституції України; відкликання такого звернення;
- щодо Основних напрямів бюджетної політики на наступний бюджетний період;
- щодо висновків та пропозицій до проєкту закону про Державний бюджет України на наступний рік;
- щодо річного звіту про виконання закону про Державний бюджет України;
- звернення до Верховного Суду України щодо надання ним письмового подання про дострокове припинення повноважень Президента України за станом здоров'я;
- звинувачення Президента України у вчиненні ним державної зради або іншого злочину (стаття 111 Конституції України);
- припинення розгляду питання про усунення Президента України з поста в порядку імпічменту;
- звернення Верховної Ради до Конституційного Суду України для перевірки справи про усунення Президента України з поста в порядку імпічменту та отримання його висновку щодо додержання конституційної процедури розслідування та розгляду цієї справи;
- звернення Верховної Ради до Верховного Суду України для одержання його висновку про те, що діяння, в яких звинувачується Президент України, містять ознаки державної зради або іншого злочину;
- усунення Президента України з поста в порядку імпічменту;
- припинення процедури імпічменту;
- надання згоди на призначення на посаду Прем'єр-міністра України;
- призначення на посаду чи звільнення з посади Голови Національного банку України;
- призначення на посади чи звільнення з посад Голови Рахункової палати, Уповноваженого Верховної Ради України з прав людини, суддів Конституційного Суду України, а також призначення членів Вищої ради юстиції;
- призначення на посади чи припинення повноважень членів Центральної виборчої комісії;
- призначення на посади чи звільнення з посад членів Рахункової палати, половини складу Ради Національного банку України, а також призначення половини складу Національної ради України з питань телебачення і радіомовлення;
- надання згоди на призначення на посади та звільнення з посад Голови Антимонопольного комітету України, Голови Фонду державного майна України, Голови Державного комітету телебачення і радіомовлення України;
- надання згоди на призначення на посаду Президентом України Генерального прокурора України;
- висловлення недовіри Верховної Ради Генеральному прокуророві України;
- надання згоди на притягнення до кримінальної відповідальності народного депутата;
- надання згоди на затримання народного депутата, судді Конституційного Суду України, судді суду загальної юрисдикції;
- надання згоди на арешт народного депутата, судді Конституційного Суду України, судді суду загальної юрисдикції;
- дострокове припинення повноважень народного депутата України;
- звернення до суду для вирішення питання про дострокове припинення повноважень народного депутата України (в разі невиконання ним вимог закону щодо несумісності депутатського мандата);
- направлення попередньо підтриманого депутатського запиту до Президента України;
- щодо результатів обговорення відповіді на депутатський запит;
- схвалення Програми діяльності Кабінету Міністрів України на строк його повноважень;
- щодо звіту Кабінету Міністрів України про хід і результати виконання Програми діяльності Кабінету Міністрів України;
- проведення парламентських слухань;
- щодо результатів парламентських слухань і схвалення відповідних рекомендацій;
- дострокове припинення повноважень Верховної Ради Автономної Республіки Крим;
- щодо результатів обговорення письмових звітів та інформації посадових осіб, щодо яких Верховна Рада надає згоду на призначення їх на посаду або призначає чи обирає на посади (крім суддів Конституційного Суду України та суддів судів загальної юрисдикції).

Крім того, постанови приймаються Верховною Радою з таких питань:
- про відзначення ювілеїв, пам'ятних дат;
- питання адміністративно-територіального устрою;
- порядок висвітлення діяльності парламенту;
- встановлення і призначення премій, інших нагород Верховної Ради.